# Piggotia astroidea
Piggotia astroidea là một loài Ascomycetes trong họ Venturiaceae. Loài này được Berk. & Broom miêu tả khoa học đầu tiên năm 1851.
Đây là loài gây hại phát triển phổ biến ở Uzbekistan.